# 小行星5877
小行星5877（英語：5877 Toshimaihara）是一颗围绕太阳公转的小行星。1990年3月23日，埃莉諾·赫琳在帕洛马山发现了此天体。
这颗小行星的绝对星等为112.49971等。